# Nikulas de Munkathvera
Nikulas de Munkathvera, Nikulás Bergþórsson de son nom en langue islandaise, est un religieux, abbé du monastère bénédictin de Munkaþverá situé dans le nord de l'Islande.

## Biographie
Il a vécu au début du XIIe siècle et serait mort vers 1160.
Considéré comme un grand érudit, il est en particulier l'auteur du texte appelé Leiðarvísir og Borgarskipan, qui décrit dans une forme littéraire proche du poème l'itinéraire de son voyage vers Rome et Jérusalem. Il y cite les villes étapes et les jours de voyages entre elles. Il complète ces informations géographiques par quelques commentaires sur certains des lieux visités, l'histoire, la météorologie, l'activité religieuse… Il s'agit donc d'une chronique et d'un guide de voyage. Ce document est le premier ouvrage géographique en langue islandaise . Il été écrit en 1155, au retour du voyage réalisé entre 1152 et 1153.

## Pèlerinage à Rome et à Jérusalem

L'itinéraire de Nikulás de Munkathvera.

Nikulás doit sa célébrité au pèlerinage qu'il effectua à Rome et à Jérusalem et qu'il décrivit dans le Leiðarvísir og borgarskipan.
Parti d'Islande, il navigue vers la Norvège puis vers Aalborg au Danemark. Il poursuit par voie terrestre vers le sud à travers l'actuelle Allemagne, passant par Stade, sur l'Elbe, Paderborn, Mayence, Spire. Il continue le long du Rhin, vers Strasbourg et quitte le fleuve vers Bâle pour traverser la Suisse. Il emprunte un cheminement qui correspond à l'ancienne voie romaine qui passait par Aventicum. À Vevey il rejoint l'Itinéraire de Sigéric, branche principale de la Via Francigena. Il continue vers l'Italie en passant par le Col du Grand-Saint-Bernard. 
Il passe par Aoste, Ivrea, Pise pour arriver à Rome. Après son passage dans la cité pontificale il continue vers le sud et passe à Bari, où a été accueillie la dépouille de Nicolas de Myre, et reprend la mer à Brindisi, traverse la mer Adriatique et poursuit la navigation en direction de la Grèce, puis vers la Crète et la Terre Sainte.

## Géographie
Le Leiðarvísir, l' Itinéraire de Nikulas de Munkathvera rejoint à Mayence une des voies romaines documentées dans la Table de Peutinger reliant le nord et le sud de l'Europe en traversant les Alpes.